# Daniel Haines
Daniel Haines (6 de janeiro de 1801 - 26 de janeiro de 1877) foi um jurista ianque no qual serviu como 14º governador de Nova Jérsei.
Daniel nasceu na Cidade de Nova Iorque, o sobrinho do governador Aaron Ogden. Se graduou pelo Colégio de Nova Jérsei (agora, Universidade Princeton) em 1820, e foi para Newton e Hamburg para praticar direito. Ele iniciou sua carreira política como ajudante local de Andrew Jackson nas eleições presidenciais de 1824.
Venceu a eleição para o Senado de Nova Jérsei em 1839 e foi eleito para governador em 1843.

## Ligações Externas
- Biografia de Daniel Haines (PDF)
- Governador de Nova Jérsei Daniel Haines